# 亞述-丹三世
亞述-丹三世（英語：Ashur-dan III）（？—前755年），新亚述时期亚述国王（公元前773年—公元前755年在位），他统治时期，君权受到严重限制。公元前765年亚述发生瘟疫，公元前763年突发叛乱，持续至公元前759年再次发生瘟疫止。
| 前任： 萨尔玛那萨尔四世 | 亚述国王 前773年－前755年 | 繼任： 亞述尼拉里五世 |